# Fundação Educacional do Município de Assis
Fundação Educacional do Município de Assis är ett universitet i Brasilien. Det ligger i kommunen Assis och delstaten São Paulo, i den södra delen av landet, 800 km söder om huvudstaden Brasília. Fundação Educacional do Município de Assis ligger 558 meter över havet.